# 黄奎
黄 奎（こう けい）は、中国の通俗歴史小説『三国志演義』に登場する架空の人物。字は宗文（そうぶん）。
董卓暗殺の謀議参加者の一人であり、李傕の乱の際に殺害された黄琬の子として登場する。官職は黄門侍郎。
馬騰が曹操の元へ訪れたときに行軍参謀として馬騰の所へ行く。そのときに馬騰に曹操討伐を示し合わせる。しかし、それを知った使用人の苗沢の企みによって、黄奎が自分の妾である李春香に全ての計画を話し、それを苗沢が曹操に告発する。苗沢は、李春香の間男で、彼女を妻に娶る目的があるために、黄奎を抹殺しようと目論んだ。
苗沢の密告で黄奎と馬騰の密計を知った曹操は、彼らの一族を処刑。告発した苗沢は、褒美に李春香と結婚させるように嘆願するが、曹操はそれを聞き容れず「こやつは主人を裏切り女に走った、憎悪すべき奸物である！」と述べて、苗沢を彼の一族とともに処刑した。